# Медведево (Нижньосалдинський міський округ)
Медве́дево (рос. Медведево) — село у складі Нижньосалдинського міського округу Свердловської області.
Населення — 90 осіб (2010, 111 у 2002).
Національний склад населення станом на 2002 рік: росіяни — 95 %.